# Dr. Giggles
Dr. Giggles  (Brasil: Dr. Giggles - Especialista em Óbitos ) é um filme de terror americano de 1992, co-escrito por Manny Coto e Graeme Whifler e dirigido  por Manny Coto.

## Sinopse
Um psicopata (Larry Drake) filho de um médico assassino escapa do Hospício e volta para sua cidade natal, de onde fugira quando era garoto, com a intenção de investigar e ir se vingar na cidade onde seu pai foi pego e morto pelos moradores. Para isso, vai de casa em casa fazendo visitas e se passando por médico, espalhando o terror por onde passa.

## Elenco
- Larry Drake  ...  Doutor Evan Rendell
- Holly Marie Combs  ...  Jennifer Campbell
- Cliff De Young  ...  Tom Campbell
- Glenn Quinn  ...  Max Anderson
- Keith Diamond  ...  Officer Joe Reitz
- Richard Bradford  ...  Officer Hank Magruder
- Michelle Johnson  ...  Tamara
- John Vickery  ...  Dr. Chamberlain
- Nancy Fish  ...  Elaine Henderson
- Sara Melson  ...  Coreen
- Zoe Trilling  ...  Normi
- Darin Heames  ...  Stu
- Deborah Tucker  ...  Dianne
- Doug E. Doug  ...  Trotter
- Denise Barnes  ...  Leigh